# FP (프로그래밍 언어)
FP(functional programming의 준말)는 존 배커스가 함수 레벨 프로그래밍 패러다임을 지원하기 위해 개발한 프로그래밍 언어이다. 1960년대 초에 케네스 아이버슨이 개발한 APL로부터 상당한 영향을 받았다.
FP 언어는 배커스의 1977년 튜링상 논문 "폰 노이만 스타일로부터 프로그래밍이 자유로워질 수 있을까?/Can Programming Be Liberated from the von Neumann Style?"(부제: 프로그램의 함수형 스타일과 대수학/a functional style and its algebra of programs)에서 선보였다.